# 放浪兄弟
放浪兄弟（日语：／ eguzairu */?）是融合J-POP及舞蹈表演為導向的日本大型歌舞團體，所屬經紀公司是由隊長HIRO擔任社長的LDH，所屬唱片公司為愛貝克思旗下廠牌rhythm zone。數次獲得日本唱片大獎等榮譽。日本原名為EXILE，而在中文名字則使用放浪兄弟，這名字是源於日本原名EXILE的意思“放浪者”，再加上由於成員人數眾多，所以使用了“兄弟”一詞所組合而成 。

## 簡歷

### 前史
1991年，HIRO組成由鮑比·布朗所命名的舞蹈團體「Japanese Soul Brothers」
1999年，HIRO、MATSU、USA、MAKIDAI、SASA5人組成「J Soul Brothers」（第一代）。
2001年，SASA退出。新的主唱ATSUSHI與SHUN加入。於8月24日起改名為「EXILE」開始活動。

### 2001年－ 2006年（第一章）
2001年9月27日，發行出道單曲『Your eyes only〜我曖昧的輪廓〜』，獲得Oricon第4名。
2003年2月13日，發行第2張專輯『Styles Of Beyond』。首次獲得oricon 第一名。5月28日，發行第八張單曲『Breezin'〜Together〜』。賣出36.7萬張、得到Oricon第二名。11月6日，翻唱ZOO在1991年的名曲『Choo Choo TRAIN』並發行且廣受好評。包含此曲的第三張專輯『EXILE ENTERTAINMENT』於12月3日發售，並成為百萬專輯，而同歌曲更在「紅白歌合戰」首次登場。
2004年6月30日，發行第十五張單曲『Real world』，首次攀上oricon單曲榜首。 同年從企劃階段開始參予並主演音樂劇「HEART of GOLD〜STREET FUTURE OPERA BEAT POPS〜」。
2005年1月1日，發行自身首張精選專輯『PERFECT BEST』，銷量突破一百萬張。7月20日與GLAY合作，以GLAY×EXILE名義發行單曲『SCREAM』，獲得Oricon首位、及年間單曲銷售排行榜第五名。12月14日，第十九張單曲『只是…想見你』發行。是自『real world』以來睽違一年五個月獲得公信榜單曲第一名的第二張單曲，並獲得年度單曲榜第六名。
2006年3月1日，發行第二十張單曲『YES!』。為專輯『ASIA』的先行單曲、在『只是…想見你』之後連續兩張, 累積統計為第三張獲得公信榜單曲第一名，此為以SHUN在內的六個人時期的最後一張單曲。3月29日，主唱SHUN以個人活動為由退團。發行第4張專輯『ASIA』與現場演唱會DVD『EXILE@LIVE TOUR 2005 PERFECT LIVE〜ASIA〜』，而EXILE第一章就此結束。4月21日，因歌迷所求，於這一晚的「Music Station」上六人再次聚集，舉行了實際上最後一場的現場演唱，演唱曲目為「YES!」與「Your eyes only〜我曖昧的輪廓〜」。

### 2006年－2009年（第二章）
2006年6月6日，RATHER UNIQUE的表演者AKIRA加入成為第五位表演者。隨後舉辧徵選新主唱的「EXILE VOCAL BATTLE AUDITION 2006 ～ASIAN DREAM～」 9月22日，TAKAHIRO勝出而加入成為新主唱，成為7人團體，第二章開幕。11月22日，與倖田來未合作、以EXILE&倖田來未名義發行單曲『WON'T BE LONG』。達成來電答鈴100萬次下載，公信榜週間最佳排行第二名。12月6日，發行第二十一張單曲『Everything』為第二章首張單曲。
2007年1月17日，發行第二十二張單曲『Lovers Again』、此樂曲在年間單曲榜、卡拉OK榜都進入前十名、成為第二章的代表曲之一。2月14日，發行第二十三張單曲『道路』。於2007年2月26日公信榜週間單曲排行榜登上公信榜榜首﹐同時也是該排行榜的第1000首獲榜首的單曲。3月7日，發行第五張原創專輯『EXILE EVOLUTION』。獲得週間最佳排行第一名。8月5日，「EXILE LIVE TOUR 2007 EXILE EVOLUTION」於最後一天的東京國際展示場的公演中，由搞笑團體「NINETY-NINE」岡村隆史客串演出。12月12日，發行第六張專輯『EXILE LOVE』。於公信榜週間排行首週登場獲得第一名、且成為百萬專輯，更成為2008年度ORICON專輯年榜第一位。12月31日，睽違三年第三次於「紅白歌合戰」登場。演出「Lovers Again~紅白版~」。
2008年1月1日，宣佈「EXILE PERFECT YEAR」。發行三張當中包括重新灌新録的第一章名曲在內的精選輯、發售動畫『エグザムライ』本編、『月刊EXILE』創刊、『劇團EXILES』5月公演、舉行5大巨蛋巡迴演唱等五項宣言。3月26日，發行精選輯『EXILE CATCHY BEST』，發售首日出貨量即突破100萬張。12月11日，獲得該年度歌手總銷售的年間首位。12月30日，以「Ti Amo 我愛你」獲得第50屆日本唱片大獎。

### 2009年－2013年（第三章）
2009年1月10日，於日本電視台首播以本團為名的首個節目『EXILE GENERATION』首播。2009年3月1日，「EXILE GENERATION」全貌發表。同系團體(二代目)J Soul Brothers全部七人加入EXILE，變成十四人組合。七人分別是當時在籍於J Soul Brothers（二代目）的KENCHI、KEIJI、TETSUYA、NESMITH、SHOKICHI、NAOTO和NAOKI第三章開幕。11月12日，在祝賀日本天皇陛下即位二十年的國民典禮上獻上慶祝曲「太陽之國」。2009年12月30日、第三十張單曲「Someday」獲得第51回日本唱片大賞。
2010年7月至9月，首次舉行運動場巡迴演唱會「FANTASY」，動員約110萬人。2010年12月30日、第三十五張單曲「I Wish For You」獲得第52回日本唱片大賞。
2011年，開始參與在日本以外亞洲等地區的演出。1月15日，以特別嘉賓的身分參加香港所舉行「十大勁歌金曲頒獎典禮」之演出。9月25日，參加北京所舉行的「《三國演藝》中日韓風雲音樂盛典」之演出，此為首次海外公演。10月9日，參加在越南·河內所舉行的「第2屆日越友好音樂節」之演出。而2011年9月14日發行10周年記念及復興支援曲的第37張單曲「Rising Sun/總有一天…」。
2012年1月1日，發行第九張專輯 『EXILE JAPAN/Solo』，為團體組合並列男性歌手歷史上首次能連續十年獲得專輯榜首，還有該團首次3週連續首位的記錄。
2013年4月3日，發售單曲「放浪榮耀 ～因為如此深愛這世界～ 」。同日發表了HIRO年內退出表演者的身份，不過HIRO仍保持有隊長的身份及隊籍。9月27日、發表了為募集新表演者而舉行的「EXILE PERFORMER BATTLE AUDITION」。10月、於同年4月發賣的「放浪榮耀 ～因為如此深愛這世界～」首張單曲銷量達100萬張。。11月3日、被香港旅遊發展局任命為「2014年香港觀光親善大使」。。12月30日、第四十張單曲「放浪榮耀 ～因為如此深愛這世界～」於第55屆日本唱片大獎獲獎，成為首個連續四次獲得該大獎的得獎者。12月31日、HIRO於第64回NHK紅白歌合戰中以表演者身份作最後的演出。

### 2014年－（第四章）
2014年4月27日、在日本武道館舉辦的『EXILE PERFORMER BATTLE AUDITION』最終決戰，五名合格者:岩田剛典、白濱亞嵐、関口Mandy、山本世界、佐藤大樹加入EXILE，並展開了EXILE的第四章。7月22日，隨著「第四章」開幕，部份成員名稱也有變更。11月29日、在「EXILE TRIBE PERFECT YEAR LIVE TOUR TOWER OF WISH 2014 〜THE REVOLUTION〜」公演中公佈了翌年發行「第四章」首張專輯『19 -Road to AMAZING WORLD-』及舉行初第四章首次的巡迴演唱會「EXILE LIVE TOUR 2015 "AMAZING WORLD"」。
2015年6月22日、松本利夫、ÜSA及MAKIDAI發表了年内退出表演者的身份。於2015年12月31日、的『CDTV Special! New Year's Eve Premiere Live 2015→2016』作隱退前的最後演出。
2016年8月31日、發表了ATSUSHI於2017年整年的活動據點都會在海外，所以直至2018年前EXILE的活動亦會有所限制。。在9月27日的出道15周年紀念日發行精選專輯「EXTREME BEST」。12月13日、由RecoChoku創立至今15年内提供給功能型手機的「付費下載歌曲（R）」「全曲付費下載（R）」「全曲付費下載PLUS（R）」所統計出來的「手機 歌手排行榜」獲得第1名、總下載數為47,453,103次。
2020年11月2日、ATSUSHI宣布畢業，致力於個人活動。
2022年6月10日、黑木啓司發表了同年10月退出表演者的身份及退出演藝圈。2022年9月25日，黑木啓司在“EXILE LIVE TOUR 2022 'POWER OF WISH”的最後一場演唱會後結束他在本團的活動。
2022年12月21日，在『EXILE LIVE TOUR 2022 "POWER OF WISH" 〜Christmas Special〜』的最後一天，宣布從同年7月起作為限定復活參加巡演『EXILE LIVE TOUR 2022 "POWER OF WISH"』的ATSUSHI回歸本團體活動。
2023年12月9日，於臺北流行音樂中心表演廳舉行本團體首次的海外演唱會 『放浪兄弟2023 台北演唱會』，演出成員為EXILE AKIRA、EXILE TAKAHIRO、橘KENCHI、EXILE TETSUYA、EXILE NESMITH、EXILE SHOKICHI。
2024年4月30日，關口Mandy宣布於6月25日離開LDH，退出EXILE和GENERATIONS from EXILE TRIBE，致力於個人活動發展。。
2025年6月5日、岩田剛典宣布於6月5日退出EXILE、白濱亞嵐團體活動暫停。

### 主要記錄
截至2022年、CD總銷量為2408萬以上。百万銷量專輯總共有6張。共有8首歌曲獲得百萬下載量認證。獲得卡拉OK點唱榜歌手類別年榜首位共6次。2008年、2009年及2012年的全年銷售額也突破100億日元。2010年、2013年及2022年的年度現場動員觀眾人數突破100萬。

## 成員
放浪兄弟歷代一共有20名成員，其中仍然以放浪兄弟成員名義活躍的成員有13名。而有4名成員雖然已從放浪兄弟中卸下表演者的身分，但仍被歸為放浪兄弟的團隊成員之一並以個人名義發展。另外有4名成員則已離開放浪兄弟的團隊，並且不保留放浪兄弟的名銜。
| EXILE成員列表        | EXILE成員列表            | EXILE成員列表                       | EXILE成員列表  | EXILE成員列表                    | EXILE成員列表 | EXILE成員列表 | EXILE成員列表                         | EXILE成員列表                                                         | EXILE成員列表                                                                                     |
| 藝名                 | 本名                     | 隊內職務                            | 生日           | 出生地或生長地                   | 身高          | 血型          | 出道時期                              | 兼任團體                                                              | 備註                                                                                              |
| -------------------- | ------------------------ | ----------------------------------- | -------------- | -------------------------------- | ------------- | ------------- | ------------------------------------- | --------------------------------------------------------------------- | ------------------------------------------------------------------------------------------------- |
| EXILE HIRO           | 五十嵐廣行               | 隊長 也是所屬事務所LDH社長 原表演者 | 1969年6月1日   | 神奈川縣橫濱市人，但出生在廣島縣 | 174cm         | AB型          | 第一期(創隊元老)                      | 無                                                                    | 2013年12月31日退出表演者身分，轉至幕後                                                            |
| 松本利夫             | 松本利夫                 | 原表演者                            | 1975年5月27日  | 神奈川縣川崎市人                 | 170cm         | O型           | 第一期(創隊元老)                      | 無                                                                    | 2015年12月31日退出表演者身分，轉至幕後 舊藝名MATSU 目前以演員身分活動中                           |
| EXILE ÜSA            | 宇佐美吉啓               | 原表演者                            | 1977年2月2日   | 神奈川縣橫濱市人                 | 177cm         | AB型          | 第一期(創隊元老)                      | 舞蹈計畫DANCE EARTH主辦人 DANCE EARTH PARTY                           | 2015年12月31日退出表演者身分                                                                      |
| EXILE MAKIDAI        | 真木大輔                 | 原表演者                            | 1975年10月27日 | 神奈川縣橫濱市人                 | 180cm         | O型           | 第一期(創隊元老)                      | 無                                                                    | 2015年12月31日退出表演者身分 目前以演員、主持及DJ MAKIDAI名義做DJ活動                             |
| EXILE ATSUSHI        | 佐藤篤志                 | 主唱                                | 1980年4月30日  | 埼玉縣越谷市人                   | 175cm         | A型           | 第一期(創隊元老)                      | RED DIAMOND DOGS主唱                                                  | 2020年11月2日退出主唱身分。 2022年12月21日回歸主唱身分。                                          |
| EXILE AKIRA          | 黑澤良平                 | 表演者                              | 1981年8月23日  | 靜岡縣磐田市人                   | 184cm         | A型           | 第一期(2006年6月6日加入)              | 前RATHER UNIQUE成員 EXILE THE SECOND成員                              | 曾經踢過足球，為日本足球名校磐田東高校出身 也以演員活動中                                         |
| EXILE TAKAHIRO       | 田崎敬浩                 | 主唱                                | 1984年12月8日  | 長崎縣佐世保市人                 | 180cm         | O型           | 第一期(2006年9月22日加入)             | ACE OF SPADES主唱                                                     | 於VOCAL BATTLE AUDITION中勝出 也以個人活動中                                                      |
| 橘KENCHI（橘ケンチ） | 寺辻健一郎               | 表演者                              | 1979年9月28日  | 神奈川縣橫須賀市人               | 180cm         | O型           | 第二期(2009年3月1日加入)              | EXILE THE SECOND隊長 二代目 J SOUL BROTHERS成員                       | 舊藝名KENCHI                                                                                      |
| EXILE TETSUYA        | 土田哲也                 | 表演者                              | 1981年2月18日  | 神奈川縣橫須賀市人               | 175cm         | O型           | 第二期(2009年3月1日加入)              | EXILE THE SECOND成員 DANCE EARTH PARTY成員 二代目 J SOUL BROTHERS成員 | 無                                                                                                |
| EXILE NESMITH        | 竜太・カリム・ネスミス - | 主唱 表演者                         | 1983年8月1日   | 熊本縣熊本市人                   | 181cm         | O型           | 第二期(2009年3月1日加入)              | EXILE THE SECOND成員 二代目 J SOUL BROTHERS成員                       | 無                                                                                                |
| EXILE SHOKICHI       | 八木將吉                 | 主唱 表演者                         | 1985年10月3日  | 北海道苫小牧市人                 | 182cm         | A型           | 第二期(2009年3月1日加入)              | EXILE THE SECOND成員 二代目 J SOUL BROTHERS成員                       | 也以個人身分活動中                                                                                |
| EXILE NAOTO          | 片岡直人                 | 表演者                              | 1983年8月30日  | 埼玉縣所澤市人                   | 170cm         | B型           | 第二期(2009年3月1日加入)              | 二代目 J SOUL BROTHERS成員 三代目J Soul Brothers隊長                  | 無                                                                                                |
| 小林直己             | 小林直己                 | 表演者                              | 1984年11月10日 | 千葉縣印旛郡印西町(現印西市)人   | 187cm         | O型           | 第二期(2009年3月1日加入)              | 二代目 J SOUL BROTHERS成員 三代目J Soul Brothers隊長                  | 舊藝名NAOKI                                                                                       |
| 白濱亞嵐             | 白濱亞嵐                 | 表演者                              | 1993年8月4日   | 愛媛縣松山市人                   | 173cm         | A型           | 第三期(2014年4月27日加入)             | GENERATIONS from EXILE TRIBE隊長                                      | 於EXILE PERFORMER BATTLE AUDITION中合格                                                           |
| 世界                 | 山本世界                 | 表演者                              | 1991年2月21日  | 神奈川縣三浦郡葉山町人           | 175cm         | B型           | 第三期(2014年4月27日加入)             | FANTASTICS from EXILE TRIBE隊長                                       | 於EXILE PERFORMER BATTLE AUDITION中合格 以前是EXPG東京校-橫濱校的教練                             |
| 佐藤大樹             | 佐藤大樹                 | 表演者                              | 1995年1月25日  | 埼玉縣南埼玉郡白岡町(現白岡市)人 | 173cm         | A型           | 第三期(2014年4月27日加入)             | FANTASTICS from EXILE TRIBE隊長                                       | 於EXILE PERFORMER BATTLE AUDITION中合格 以前是GENERATIONS from EXILE TRIBE支援成員 也以演員活動中 |
| 已離團隊成員         |                          |                                     |                |                                  |               |               |                                       |                                                                       |                                                                                                   |
| 藝名                 | 本名                     | 隊內職務                            | 生日           | 出生地或生長地                   | 身高          | 血型          | 出道時期                              | 兼任團體                                                              | 備註                                                                                              |
| SHUN                 | 清木場俊介               | 原主唱                              | 1980年1月11日  | 山口縣宇部市人                   | 173cm         | O型           | 第一期(創隊元老-2006年3月29日)        | 無                                                                    | 現為個人歌手                                                                                      |
| 黑木啓司             | 黑木啓司                 | 原表演者                            | 1980年1月21日  | 宮崎縣清武町人(現在是宮崎市人)   | 180cm         | B型           | 第二期(2009年3月1日-2022年10月31日)   | EXILE THE SECOND成員 二代目 J SOUL BROTHERS成員                       | 舊藝名KENJI 2022年10月31日自演藝圈引退                                                            |
| 関口Mandy            | 關口Mandy                | 表演者                              | 1991年1月25日  | 美國新澤西州人                   | 182cm         | O型           | 第三期(2014年4月27日 - 2024年6月25日) | GENERATIONS from EXILE TRIBE成員                                      | 於EXILE PERFORMER BATTLE AUDITION中合格 2024年6月25日退團                                         |
| 岩田剛典             | 岩田剛典                 | 表演者                              | 1989年3月6日   | 愛知縣名古屋市人                 | 174cm         | B型           | 第三期(2014年4月27日- 2025年6月5日)   | 三代目J Soul Brothers成員                                             | 於EXILE PERFORMER BATTLE AUDITION中合格 2025年6月5日退團                                          |

## 作品

### 單曲

#### 實體單曲
|    | 日本發行日期   | 標題                                      | ORICON公信榜週榜 最高位置 |
| -- | -------------- | ----------------------------------------- | ------------------------- |
| 1  | 2001年09月27日 | Your eyes only ～我曖昧的輪廓～           | 04位                      |
| 2  | 2001年12月12日 | Style                                     | 11位                      |
| 3  | 2002年02月20日 | Fly Away                                  | 18位                      |
| 4  | 2002年04月17日 | song for you                              | 06位                      |
| 5  | 2002年08月07日 | Cross ～never say die～                   | 13位                      |
| 6  | 2002年11月13日 | EX-STYLE ～Kiss You～                     | 06位                      |
| 7  | 2003年02月05日 | We Will 〜在那裡〜                        | 16位                      |
| 8  | 2003年05月28日 | Breezin' ～Together～                     | 02位                      |
| 9  | 2003年07月09日 | LET ME LUV U DOWN                         | 03位                      |
| 10 | 2003年11月06日 | Choo Choo TRAIN                           | 02位                      |
| 11 | 2003年11月12日 | Eternal...                                | 07位                      |
| 12 | 2003年11月19日 | ki・zu・na                                | 05位                      |
| 13 | 2003年11月27日 | O'ver                                     | 07位                      |
| 14 | 2004年05月12日 | Carry On/命中註定                         | 02位                      |
| 15 | 2004年06月30日 | real world                                | 01位                      |
| 16 | 2004年08月18日 | HEART of GOLD                             | 04位                      |
| 17 | 2004年12月01日 | HERO                                      | 02位                      |
| 18 | 2005年08月24日 | EXIT                                      | 02位                      |
| 19 | 2005年12月14日 | 只是…想見你                               | 01位                      |
| 20 | 2006年03月01日 | YES!                                      | 01位                      |
| 21 | 2006年12月06日 | Everything                                | 02位                      |
| 22 | 2007年01月17日 | Lovers Again                              | 02位                      |
| 23 | 2007年02月14日 | 道路                                      | 01位                      |
| 24 | 2007年05月16日 | SUMMER TIME LOVE                          | 03位                      |
| 25 | 2007年08月29日 | 時光碎片/24karats -type EX-               | 02位                      |
| 26 | 2007年11月21日 | I Believe                                 | 03位                      |
| 27 | 2008年02月27日 | Pure／You're my sunshine                  | 02位                      |
| 28 | 2008年09月24日 | The Birthday ～我愛你～                   | 01位                      |
| 29 | 2008年11月26日 | LAST CHRISTMAS                            | 01位                      |
| 30 | 2009年04月15日 | THE MONSTER ～Someday～                   | 01位                      |
| 31 | 2009年07月22日 | THE HURRICANE ～FIREWORKS～               | 01位                      |
| 32 | 2009年11月11日 | THE GENERATION ～兩人的唇～               | 02位                      |
| 33 | 2010年06月09日 | FANTASY                                   | 01位                      |
| 34 | 2010年09月15日 | 活出堅強                                  | 01位                      |
| 35 | 2010年10月06日 | I Wish For You                            | 02位                      |
| 36 | 2011年02月09日 | Each Other's Way ～旅途中～               | 01位                      |
| 37 | 2011年09月14日 | Rising Sun／總有一天…                     | 01位                      |
| 38 | 2011年11月23日 | 獻給你／Ooo Baby                          | 02位                      |
| 39 | 2012年06月20日 | ALL NIGHT LONG                            | 01位                      |
| 40 | 2012年07月25日 | BOW & ARROWS                              | 02位                      |
| 41 | 2013年04月03日 | 放浪榮耀 ～因為如此深愛這世界～           | 01位                      |
| 42 | 2013年06月19日 | Flower Song                               | 02位                      |
| 43 | 2013年09月25日 | No Limit                                  | 02位                      |
| 44 | 2014年07月23日 | NEW HORIZON                               | 01位                      |
| 45 | 2015年03月04日 | 熱情之花                                  | 02位                      |
| 46 | 2015年08月19日 | 24karats GOLD SOUL                        | 03位                      |
| 47 | 2015年12月09日 | Ki・mi・ni・mu・chu 為・你・著・迷        | 02位                      |
| 48 | 2016年08月17日 | Joy-ride ～歡喜的Drive～                  | 02位                      |
| 49 | 2020年01月01日 | 為了愛～for love, for a child～/ 瞬間永恆 | 02位                      |
| 50 | 2020年12月16日 | SUNSHINE                                  | 03位                      |
| 51 | 2021年4月27日  | PARADOX                                   | 07位                      |

### 參與作品
| 日本發行日期   | 曲名                                          | 收錄作品                                       |
| -------------- | --------------------------------------------- | ---------------------------------------------- |
| 2003年9月25日  | Be Mine                                       | V.A.『99% Radio Show』                         |
| 2003年9月25日  | Believe                                       | V.A.『99% Radio Show』                         |
| 2004年1月28日  | Self Belief                                   | DJ YUTAKA『EPISODE I』                         |
| 2005年7月20日  | SCREAM                                        | GLAY×EXILE「SCREAM」                           |
| 2006年11月22日 | WON'T BE LONG                                 | EXILE & 倖田來未「WON'T BE LONG」              |
| 2007年8月29日  | 24karats -type S-                             | Sowelu「24karats -type S-」                    |
| 2007年8月29日  | 24karats -type D.I-                           | DOBERMAN INC『THE BEST 〜 TIME 4 SOME ACTION』 |
| 2009年9月16日  | FIREWORKS type D.I                            | DOBERMAN INC「GENERATION/FIREWORKS type D.I」  |
| 2010年5月19日  | 太陽之花                                      | 奉祝曲 組曲「太陽の国」                        |
| 2012年9月5日   | 24karats TRIBE OF GOLD                        | EXILE TRIBE「24karats TRIBE OF GOLD」          |
| 2014年8月20日  | THE REVOLUTION                                | EXILE TRIBE「THE REVOLUTION」                  |
| 2014年8月27日  | 24WORLD                                       | EXILE TRIBE『EXILE TRIBE REVOLUTION』          |
| 2016年6月15日  | HIGHER GROUND feat. Dimitri Vegas & Like Mike | V.A.『HiGH&LOW ORIGINAL BEST ALBUM』           |
| 2021年1月1日   | RED PHOENIX                                   | EXILE TRIBE「RISING SUN TO THE WORLD」         |

#### 數位單曲
| 日本發行日期  | 標題                                         | 詳細                                                                   |
| 2009年2月17日 | THE NEXT DOOR THE NEXT DOOR -INDESTRUCTIBLE- | 來電鈴聲於2月2日。全曲下載、PC於2月17日開始配信。 世界全22國配信下載。 |
| 2010年6月16日 | One Wish                                     |                                                                        |
| 2018年2月2日  | PARTY ALL NIGHT 〜STAR OF WISH〜             | 連續6個月第一個星期五新曲配信企劃"EXILE FRIDAY"第1彈                   |
| 2018年3月2日  | Melody                                       | 連續6個月第一個星期五新曲配信企劃"EXILE FRIDAY"第2彈                   |
| 2018年4月6日  | My Star                                      | 連續6個月第一個星期五新曲配信企劃"EXILE FRIDAY"第3彈                   |
| 2018年5月4日  | Turn Back Time feat. FANTASTICS              | 連續6個月第一個星期五新曲配信企劃"EXILE FRIDAY"第4彈                   |
| 2018年6月1日  | Awakening                                    | 連續6個月第一個星期五新曲配信企劃"EXILE FRIDAY"第5彈                   |
| 2018年7月6日  | STEP UP                                      | 連續6個月第一個星期五新曲配信企劃"EXILE FRIDAY"第6彈                   |
| 2019年1月3日  | Love of History                              |                                                                        |
| 2021年5月27日 | One Nation                                   |                                                                        |
| 2021年7月1日  | HAVANA LOVE                                  |                                                                        |
| 2022年5月27日 | BE THE ONE                                   |                                                                        |
| 2022年7月1日  | POWER OF WISH                                |                                                                        |
| 2023年4月26日 | Reason                                       |                                                                        |

### 專輯

#### 錄音室專輯
|    | 日本發行日期   | 標題                       | ORICON公信榜週榜 最高位置 |
| 1  | 2002年3月6日   | our style                  | 5位                       |
| 2  | 2003年2月13日  | Styles Of Beyond           | 1位                       |
| 3  | 2003年12月3日  | EXILE ENTERTAINMENT        | 1位                       |
| 4  | 2006年3月29日  | ASIA                       | 1位                       |
| 5  | 2007年3月7日   | EXILE EVOLUTION            | 1位                       |
| 6  | 2007年12月12日 | EXILE LOVE                 | 1位                       |
| 7  | 2009年12月2日  | 給珍愛的未來               | 1位                       |
| 8  | 2011年3月9日   | 祈願之塔                   | 1位                       |
| 9  | 2012年1月1日   | EXILE JAPAN／Solo          | 1位                       |
| 10 | 2015年3月25日  | 19 -Road to AMAZING WORLD- | 1位                       |
| 11 | 2018年7月25日  | STAR OF WISH               | 1位                       |
| 12 | 2022年1月1日   | PHOENIX                    | 6位                       |
| 13 | 2022年12月7日  | POWER OF WISH              | 3位                       |

#### 精選專輯
|   | 日本發行日期  | 標題                                    | ORICON公信榜週榜 最高位置 |
| 1 | 2005年1月1日  | PERFECT BEST                            | 1位                       |
| 2 | 2008年3月26日 | EXILE CATCHY BEST                       | 1位                       |
| 3 | 2008年7月23日 | EXILE ENTERTAINMENT BEST                | 1位                       |
| 4 | 2008年12月3日 | EXILE BALLAD BEST                       | 1位                       |
| 5 | 2012年12月5日 | EXILE BEST HITS -LOVE SIDE / SOUL SIDE- | 1位                       |
| 6 | 2016年9月27日 | EXTREME BEST                            | 2位                       |

#### 其他
- The other side of EX Vol.1（2003年9月10日）
  - 混音專輯。
- Appreciation to the million breakthrough（2004年3月31日）
  - 為第三張專輯[EXILE ENTERTAINMENT』破百萬紀念而發售的our style（第一張）、Styles of Beyond（第二張）、EXILE ENTERTAINMENT（第三張）的初回盤專輯組。
  - 附完全生産限定「Choo Choo TRAIN”標誌的手機吊飾（有不同顏色）。
- HEART of GOLD～STREET FUTURE OPERA BEAT POPS～（2004年9月29日）
  - 以EXILES名義發售的專輯。
- EXILE PERFECT YEAR 2008 ULTIMATE BEST BOX（2009年3月25日）

### 影像作品

#### 音樂錄影帶集
1. EXPV 1（2002年3月20日）
  - 收錄單曲「Your eyes only～我曖昧的輪廓～」～「Fly Away」之間的音樂錄影帶等。
2. EXPV 2（2003年3月5日）
  - 收錄單曲「song for you」～「We Will～在那裡～」之間的五首音樂錄影帶。
  - 收錄三首2002年12月6日在赤坂BLITZ舉行的現場演唱會的影像。
3. EXPV 3（2004年3月24日）
  - 收錄「Choo Choo TRAIN （MALAWI ROCKS Remix）」的CD和音樂錄影帶、現場演唱會影像的DVD兩張組。
  - 收錄單曲「Breezin'～Together～」～「O'ver」、專輯曲「New Jack Swing」的音樂錄影帶等七首。
  - 收錄三首在LIVE TOUR 2003 "Styles Of Beyond"的現場演唱會影像。

#### 現場演唱會影像作品
1. EXILE LIVE TOUR 2004 "EXILE ENTERTAINMENT"（2004年9月29日）
  - DISC1 - 收錄2004年7月11日在横濱體育館舉行的最後一場巡迴公演的影像。
  - DISC2 - 收錄幕後和訪問等。
2. EXILE LIVE TOUR 2005～PERFECT LIVE "ASIA"～（2006年3月29日）
  - 收錄2005年12月18日在横濱體育館舉行的最後一場巡迴公演的影像。
3. EXILE LIVE TOUR 2007 EXILE EVOLUTION（2007年10月17日）
  - 收錄2007年6月17日在横浜横濱體育館舉行的巡迴公演的影像的DVD2張組、附收錄「EXILE Vocal Battle Audition 2006 ～ASIAN DREAM～」的武道館現場演唱+紀錄片的DVD3張組的兩種型態販賣（武道館現場演唱會與專輯『EXILE EVOLUTION』收錄的相同）。
  - 初回特典附有B2宣傳海報。
4. EXILE LIVE TOUR "EXILE PERFECT LIVE 2008"（2009年3月18日）
5. EXILE LIVE TOUR 2009 THE MONSTER （2009年10月28日）
6. EXILE LIVE TOUR 2010 FANTASY （2010年12月1日）
7. EXILE LIVE TOUR 2011 TOWER OF WISH ～祈願之塔～ （2012年3月14日）
8. EXILE TRIBE LIVE TOUR 2012 ～TOWER OF WISH～ （2012年10月17日）
9. EXILE LIVE TOUR 2013 "EXILE PRIDE" （2013年10月16日）
10. EXILE LIVE TOUR 2013 "EXILE PRIDE" 9.27 FINAL （2014年3月31日）
11. EXILE LIVE TOUR 2015 "AMAZING WORLD" （2016年4月13日）
12. EXILE LIVE TOUR 2018-2019 "STAR OF WISH"（2019年7月31日）
13. EXILE 20th ANNIVERSARY EXILE LIVE TOUR 2021 "RED PHOENIX"	（2022年8月31日）
14. EXILE LIVE TOUR 2022 "POWER OF WISH" ～Christmas Special～ （2023年11月29日）

#### 其他
- ZOO→JSB→EXILE（2005年7月6日）
  - 收錄隊長HIRO曾參加的ZOO 、J Soul Brothers、EXILE的影像、混音的歌曲等。

### 書籍
- EXILE BOND OF SIX（2003年3月20日、ソニー・マガジンズ）ISBN 978-4789719674
- EXILE ROAD TO CHAPTER 2 第二章への道（2007年3月5日、ソニー・マガジンズ）[41] ISBN 978-4789730617

### 寫真集
- EXILE 20th ANNIVERSARY EXILE LIVE TOUR 2021 “RED PHOENIX” LIVE PHOTO BOOK（2022年6月27日、LDH）[42]

### 雜誌連載
- 月刊EXILE（2008年8月号 - 2023年2月号、LDH）[43]

### 相關書籍
- 夢の向こうの志（2011年11月26日、宝島社）[44] ISBN 978-4796686341

### 獲獎紀錄
| 獲獎紀錄 | 獲獎紀錄                        | 獲獎紀錄                 | 獲獎紀錄                                        |
| 年份     | 獎項                            | 部門                     | 作品                                            |
| -------- | ------------------------------- | ------------------------ | ----------------------------------------------- |
| 2001     | 第34回日本有線大賞              | 有線音樂獎               | Your eyes only ～我曖昧的輪廓～                 |
| 2003     | 第36回日本有線大賞              | 有線音樂優秀獎           | Choo Choo TRAIN                                 |
| 2003     | 第45回日日本唱片大賞            | 金獎                     | Together                                        |
| 2004     | 第18回日本金唱片大獎            | 年度最佳搖滾·流行專輯    | EXILE ENTERTAINMENT                             |
| 2004     | 第37回日本有線大賞              | 最多點播歌手獎           | −                                               |
| 2004     | 第37回日本有線大賞              | 有線音樂優秀獎           | HEART of GOLD                                   |
| 2004     | 第37回BEST HIT歌謠祭            | 流行樂部門大獎           | −                                               |
| 2004     | 第46回日本唱片大賞              | 金奬                     | Carry On                                        |
| 2005     | 第19回日本金唱片大獎            | 年度最佳搖滾·流行專輯    | HEART of GOLD                                   |
| 2005     | 第38回BEST HIT歌謠祭            | 流行樂部門大獎           | −                                               |
| 2006     | 第20回日本金唱片大獎            | 年度最佳搖滾·流行專輯    | SINGLE BEST                                     |
| 2006     | 第20回日本金唱片大獎            | 年度最佳搖滾·流行專輯    | PERFECT BEST                                    |
| 2006     | 第20回日本金唱片大獎            | 年度最佳歌曲             | 只是…想見你                                     |
| 2006     | 第20回日本金唱片大獎            | 年度最佳歌曲             | SCREAM                                          |
| 2006     | 第48回日本唱片大賞              | 特別獎                   | WON'T BE LONG                                   |
| 2007     | 第21回日本金唱片大獎            | 最佳 10 專輯             | ASIA                                            |
| 2007     | 第49回日本唱片大賞              | 最優秀歌唱獎             | 時光碎片                                        |
| 2007     | 第49回日本唱片大賞              | 金奬                     | 時光碎片                                        |
| 2007     | 2007年MTV日本音樂錄影帶大獎     | 最佳團體音樂錄影帶獎     | Lovers Again                                    |
| 2008     | 第22回日本金唱片大獎            | 年度最佳藝人             | −                                               |
| 2008     | 第22回日本金唱片大獎            | 年度最佳專輯             | EXILE LOVE                                      |
| 2008     | 第22回日本金唱片大獎            | 最佳 10 專輯             | EXILE EVOLUTION                                 |
| 2008     | 第22回日本金唱片大獎            | 最佳 10 專輯             | EXILE LOVE                                      |
| 2008     | 第22回日本金唱片大獎            | 最佳音樂錄影帶獎         | EXILE LIVE TOUR 2007 EXILE EVOLUTION            |
| 2008     | 第22回日本金唱片大獎            | 最佳5 鈴聲歌曲           | Lovers Again                                    |
| 2008     | 第22回日本金唱片大獎            | 最佳5 整首鈴聲歌曲       | Lovers Again                                    |
| 2008     | 第22回日本金唱片大獎            | 最佳5 PC配信歌曲         | Lovers Again                                    |
| 2008     | 第41回日本有線大賞              | 日本有線大獎             | Ti Amo 我愛你 Chapter2                          |
| 2008     | 第41回日本有線大賞              | 有線音樂優秀獎           | Ti Amo 我愛你 Chapter2                          |
| 2008     | 第41回日本有線大賞              | 最多點播歌手賞           | −                                               |
| 2008     | 第41回BEST HIT歌謠祭            | 大獎                     | −                                               |
| 2008     | 第50回日本唱片大賞              | 大獎                     | Ti Amo 我愛你                                   |
| 2008     | 第50回日本唱片大賞              | 優秀作品獎               | Ti Amo 我愛你                                   |
| 2008     | 2008年MTV日本音樂錄影帶大獎     | 年度最佳音樂錄影帶獎     | I Believe                                       |
| 2008     | 2008年MTV日本音樂錄影帶大獎     | 最佳專輯獎               | EXILE LOVE                                      |
| 2008     | 2008年MTV日本音樂錄影帶大獎     | 最佳卡拉OK歌曲獎         | 時光碎片                                        |
| 2009     | 第23回日本金唱片大獎            | 年度最佳藝人             | −                                               |
| 2009     | 第23回日本金唱片大獎            | 年度最佳專輯             | EXILE BALLAD BEST                               |
| 2009     | 第23回日本金唱片大獎            | 最佳 10 專輯             | EXILE ENTERTAINMENT BEST                        |
| 2009     | 第23回日本金唱片大獎            | 最佳 10 專輯             | EXILE CATCHY BEST                               |
| 2009     | 第23回日本金唱片大獎            | 最佳 10 專輯             | EXILE BALLAD BEST                               |
| 2009     | 第23回日本金唱片大獎            | 最佳5 鈴聲歌曲           | Ti Amo 我愛你                                   |
| 2009     | 第23回日本金唱片大獎            | 最佳5 全曲鈴聲歌曲       | Ti Amo 我愛你                                   |
| 2009     | 第42回BEST HIT歌謠祭            | 大獎                     | −                                               |
| 2009     | 第51回日本唱片大賞              | 大獎                     | Someday                                         |
| 2009     | 第51回日本唱片大賞              | 優秀作品獎               | Someday                                         |
| 2009     | 2009年MTV日本音樂錄影帶大獎     | 年度最佳音樂錄影帶獎     | Ti Amo 我愛你                                   |
| 2009     | 2009年MTV日本音樂錄影帶大獎     | 最佳團體音樂錄影帶獎     | Ti Amo 我愛你                                   |
| 2009     | 2009年MTV日本音樂錄影帶大獎     | 最佳舞蹈設計獎           | −                                               |
| 2009     | Billboard JAPAN MUSIC AWARDS    | 年度最佳專輯             | EXILE BALLAD BEST                               |
| 2009     | Billboard JAPAN MUSIC AWARDS    | 年度最佳藝人             | −                                               |
| 2009     | Billboard JAPAN MUSIC AWARDS    | 最佳流行歌手             | −                                               |
| 2009     | SPACE SHOWER Music Video Awards | 最佳故事錄影帶           | Ti Amo 我愛你                                   |
| 2010     | 第24回日本金唱片大獎            | 最佳 5 專輯              | 給珍愛的未來                                    |
| 2010     | 第24回日本金唱片大獎            | 最佳 5 歌曲              | 兩人的唇                                        |
| 2010     | 第24回日本金唱片大獎            | 最佳音樂錄影帶獎         | EXILE LIVE TOUR EXILE PERFECT LIVE 2008         |
| 2010     | 第43回BEST HIT歌謠祭            | 大獎                     | −                                               |
| 2010     | 第52回日本唱片大賞              | 大獎                     | I Wish For You                                  |
| 2010     | 第52回日本唱片大賞              | 優秀作品獎               | I Wish For You                                  |
| 2010     | 2010年MTV日本音樂錄影帶大獎     | 年度最佳錄影帶獎         | 兩人的唇                                        |
| 2010     | 2010年MTV日本音樂錄影帶大獎     | 最佳專輯獎               | 給珍愛的未來                                    |
| 2010     | 2010年MTV日本音樂錄影帶大獎     | 亞洲Icon獎               | −                                               |
| 2010     | Billboard JAPAN MUSIC AWARDS    | 年度最佳專輯             | 給珍愛的未來                                    |
| 2010     | Billboard JAPAN MUSIC AWARDS    | 年度最佳藝人             | −                                               |
| 2010     | Billboard JAPAN MUSIC AWARDS    | 最佳流行歌手             | −                                               |
| 2010     | SPACE SHOWER Music Video Awards | 最佳拍攝錄影帶           | 兩人的唇                                        |
| 2011     | 第25回日本金唱片大獎            | 最佳 5 專輯              | FANTASY                                         |
| 2011     | 第25回日本金唱片大獎            | 最佳 5 下載歌曲          | 活出堅強                                        |
| 2012     | 第26回日本金唱片大獎            | 最佳 5 專輯              | 祈願之塔                                        |
| 2012     | 2012年MTV日本音樂錄影帶大獎     | 年度最佳錄影帶獎         | Rising Sun                                      |
| 2012     | Billboard JAPAN MUSIC AWARDS    | 最佳流行歌手             | −                                               |
| 2013     | 第27回日本金唱片大獎            | 最佳 5 專輯              | EXILE JAPAN/Solo                                |
| 2013     | 第27回日本金唱片大獎            | 最佳音樂錄影帶獎         | EXILE TRIBE LIVE TOUR 2012 ～TOWER OF WISH～    |
| 2013     | 第27回日本金唱片大獎            | 最佳音樂錄影帶獎         | EXILE LIVE TOUR 2011 TOWER OF WISH ～祈願之塔～ |
| 2013     | 2013年MTV日本音樂錄影帶大獎     | 年度最佳錄影帶獎         | 24karats TRIBE OF GOLD                          |
| 2013     | Billboard JAPAN MUSIC AWARDS    | 最佳流行歌手             | −                                               |
| 2013     | 第55回日本唱片大賞              | 大獎                     | 放浪榮耀 ～因為如此深愛這世界～                 |
| 2013     | 第55回日本唱片大賞              | 優秀作品獎               | 放浪榮耀 ～因為如此深愛這世界～                 |
| 2014     | 第28回日本金唱片大獎            | 最佳 5 專輯              | EXILE BEST HITS -LOVE SIDE / SOUL SIDE-         |
| 2014     | 2014年MTV日本音樂錄影帶大獎     | 年度最佳錄影帶獎         | 放浪榮耀 ～因為如此深愛這世界                   |
| 2016     | RecoChoku 手機排行榜            | 「手機 歌手排行榜」第1位 | −                                               |
| 2022     | 日經娛樂!現場觀眾人數排行榜     | 第1位                    |                                                 |
| 2022     | ぴあ総研 2022年流行音樂票房排名 | 第1位                    |                                                 |

## 現場演唱會

### 單獨演唱會
2002年
- EXILE Show Case in velfarre（1月27日）
- EXILE Special Show Case Live “song for you” （5月18日-6月1日）共5場
- Callege Festival Tour（10月16日-11月27日）共6場

2003年
- EXILE LIVE PRESENTED BY LA SERENA（2月2日）
- SPARKRING LIVE（2月3日）
- EXILE LIVE TOUR 2003 Styles Of Beyond（4月8日-7月1日）共11場

2004年
- EXILE LIVE TOUR 2004 EXILE ENTERTAINMENT（5月14日-7月11日）共13場
- Amino Value Presents EXILE SECRET PARTY（6月28日、30日、7月3日、4日）共4場

2005年
- EXILE LIVE TOUR 2005 ～PERFECT LIVE ASIA～（9月24日-12月18日）共23場
  - 最後一天GLAY客串演出。

2005-2006年
- EXILE COUNTDOWN LIVE 2005 - 2006 CLOSED CIRCUIT（12月31日-1月1日）
  - 第一次的跨年倒數現場演唱會。將幕張展覽館影像於札幌、仙台、名古屋、大阪、福岡全日本五個場地的會場進行衛星現場直播。

2007年
- EXILE LIVE TOUR 2007 EXILE EVOLUTION（5月11日-7月16日）共22場
- EXILE LIVE TOUR 2007 EXILE EVOLUTION SUMMER TIME LOVE（8月4日、5日）共2場
  - 於東京國際展示場舉行公演最後一天搞笑團體「NINETY-NINE」的岡村隆史客串演出。

2008年
- EXILE SHOWCASE LIVE 2008（10月2日 - 10月28日）共9場
- EXILE LIVE TOUR "EXILE PERFECT LIVE 2008" （2008年11月29日 - 12月31日）共10場
  - 揭開｢EXILE PERFECT YEAR 2008｣的五大巨蛋巡迴演唱會。於札幌巨蛋、東京巨蛋、名古屋巨蛋、大阪巨蛋及福岡Yahoo!JAPAN巨蛋舉行。

2009年
- EXILE LIVE TOUR 2009 “THE MONSTER”（5月9日 - 8月16日）共34場

2010年
- EXILE LIVE TOUR 2010 FANTASY（7月17日 - 9月26日）共22場
- FANTASY後夜祭 ～EXILE魂～（9月27日）

2011年
- EXILE LIVE TOUR 2011 TOWER OF WISH ～願いの塔～（11月26日 - 12月25日）共13場

2013年
- EXILE LIVE TOUR 2013 “EXILE PRIDE”

2015年
- EXILE LIVE TOUR 2015 "AMAZING WORLD"

2018-2019年
- EXILE LIVE TOUR 2018-2019 "STAR OF WISH"（2018年9月15日 - 2019年2月11日）共19場
  - 其中2月9日的「EXILE TRIBE FAMILY SPECIAL LIVE "STAR OF WISH" 〜星に願いを〜」為EXILE TRIBE FAMILY會員限定演唱會

2020年
- EXILE PERFECT LIVE 2001▶︎2020 （2020年1月19日 - 2月15日）共9場

2022年
- EXILE 20th ANNIVERSARY EXILE LIVE TOUR 2021 "RED PHOENIX" （2022年2月26日 - 5月26日）共18場
  - 原定於2021年舉辦並進行準備的巡迴演唱會，因受到新型冠狀病毒肺炎疫情影響而延期至2022年舉辦。
- EXILE LIVE TOUR 2022 "POWER OF WISH" （2022年7月6日 - 9月25日）共15場
  - ATSUSHI作為限定復活參加巡演。
- EXILE LIVE TOUR 2022 "POWER OF WISH" 〜Christmas Special〜（12月10、11日、20、21日）共4場
  - 公演最後一天，宣布ATSUSHI回歸本團體活動

2023年
- 放浪兄弟2023 台北演唱會 / EXILE LIVE 2023 in TAIPEI（2023年12月9日）
  - 本團體首次的海外演唱會，演出成員為EXILE AKIRA、EXILE TAKAHIRO、橘KENCHI、EXILE TETSUYA、EXILE NESMITH、EXILE SHOKICHI。

2025年
- EXILE LIVE TOUR 2025 "WHAT IS EXILE"

### 聯合演唱會
- EXILE TRIBE LIVE TOUR 2012 ～TOWER OF WISH～（4月14日 - 7月1日）共17場
- EXILE TRIBE PERFECT YEAR LIVE TOUR TOWER OF WISH 2014 〜THE REVOLUTION〜（2014年9月3日 - 12月28日）
- HiGH&LOW THE LIVE（2016年7月22日 - 10月3日）[49]
- LDH PERFECT YEAR 2020 COUNTDOWN LIVE 2019▶︎2020 "RISING"（2019年12月31日）
- EXILE TRIBE LIVE TOUR 2021 "RISING SUN TO THE WORLD"（2021年3月10日 - 6月28日）[50]
- iCON Z 2022 〜Dreams For Children〜（2022年5月21日）[51]

### 線上演唱會
- LIVE×ONLINE BEYOND THE BORDER（2020年12月29日：ABEMA）[52]
- LIVE×ONLINE COUNTDOWN 2020▶︎2021 "RISING SUN TO THE WORLD"（2020年12月31日）[53]
- ABEMA×LDH ONLINE X'mas LIVE PARTY（2021年12月16日）[54]
- LIVE×ONLINE COUNTDOWN 2021▶︎2022（2021年12月31日）[55]

### 粉絲俱樂部活動
- EXILE COUNTDOWN LIVE 2005-2006 CLOSED CIRCUIT（2005年12月31日：千葉・幕張メッセ）
- "EX FAMILY" in HAWAII 〜ライブツアー打ち上げ2007〜（2007年8月：夏威夷）
- FANTASY後夜祭 〜EXILE魂〜（2010年9月27日：愛知・豊田スタジアム）
- FAN CLUB TOUR 2012 "EX FAMILY" in HAWAII（2012年7月：夏威夷）
- EXILE TRIBE FAMILY SPECIAL LIVE "STAR OF WISH" 〜星に願いを〜（2019年2月9日：大阪・京セラドーム大阪）[56]

### 其他活動
- ABEMA×LDH 2021 スペシャルファンミーティング@EXILE TRIBE STATION in YOKOHAMA（2021年9月27日：神奈川・山下埠頭内特設会場）[57]
- ABEMA×LDH EXILE SPECIAL FAN MEETING 2022（2022年4月8日：神奈川・KT Zepp Yokohama）[58]
- EXILE 1st FAN MEETING IN TAIPEI（2025年6月14日：台北・Zepp New Taipei）

## 演出

### 常規電視節目
- EXILE GENERATION（日语：EXILE GENERATION）（日本電視台 (2009年1月10日- 2010年3月24日)
- EXH～EXILE HOUSE～（日语：EXH〜EXILE HOUSE〜）（TBS電視 (2009年4月18日- 2010年3月28日)
- EXE（日语：EXE (テレビ番組)）（TBS電視 (2010年4月17日- 2010年9月25日)
- ひるザイル（日语：ひるザイル）（日本電視台 2010年4月11日 - 2011年3月27日）
- 週刊EXILE（TBS電視 2010年1月18日 - 2021年9月 ）
- EXILE魂（日语：EXILE魂）（TBS電視 2010年10月17日 -  2012年9月23日)
- EX-LOUNGE（日语：EX-LOUNGE）（TBS電視、2012年11月5日 - 2013年3月18日）
- EXILEカジノJP（2014年4月 - 2015年9月、富士電視台）
- Eダンスアカデミー（日语：Eダンスアカデミー）（NHK E頻道 （2012年8月 - 2022年3月）

### 配信節目
- EXILE MOOLOG（BeeTV、2009年5月 - 8月）
- EXFILE（NOTTV、2013年1月 - 2015年9月）[59]

### 特備節目
- さんま＆EXILE! 史上最大の忘年会09 怪物達のサプライズ祭(2009年12月27日、TBS) [60]
- さんま&EXILEの世界に一つだけの歌（2009年12月30日・2010年4月9日、テレビ朝日）[61]- MC
- EXILE VS 女芸人軍団 生放送でもネバーギブアップ！2011年しょっぱなから何でもアリアリ日本一アブない忘年会やっちゃうよ～SP (2010年12月31日深夜 、日本テレビ)[62]
- EXILE史上最大のサプライズ忘年会2012　ありえないドッキリに引っかかった瞬間SP (2012年12月27日、TBS)[63][64]

### 音樂特別節目
- NHK紅白歌合戰（NHK綜合台・NHK World Premium）
  - 第54回NHK紅白歌合戰 （2003年12月31日）- Choo Choo TRAIN
  - 第55回NHK紅白歌合戰 （2004年12月31日）- Carry On
  - 第58回NHK紅白歌合戰 （2007年12月31日）- Lovers Again～紅白バージョン～ [65]
  - 第59回NHK紅白歌合戰 （2008年12月31日）- Ti Amo
  - 第60回NHK紅白歌合戰 （2009年12月31日）-  Someday [66]
  - 第61回NHK紅白歌合戰 （2010年12月31日）- I Wish For You[67]
  - 第62回NHK紅白歌合戰 （2011年12月31日）-  Rising Sun
  - 第63回NHK紅白歌合戰 （2012年12月31日）-  Rising Sun
  - 第64回NHK紅白歌合戰 （2013年12月31日）-  EXILE PRIDE～こんな世界を愛するため～[68]
  - 第65回NHK紅白歌合戰 （2014年12月31日）-  NEW HORIZON[69]
  - 第66回NHK紅白歌合戰 （2015年12月31日）-  EXILE紅白スペシャル2015[70]
  - 第69回NHK紅白歌合戰 （2018年12月31日）-  EXILE紅白スペシャル2018 [71]

### 記錄片
- 6年目の真実～EXILEの素顔～（2017年1月5日、富士電視台）[72][73]
- EXILE〜夢を追い続ける者たちの真実・500日密着ドキュメント〜（2014年7月21日、NHK）[74]
- EXILE PRIDE～19 夢と志のために生きる～（2015年3月25日、富士電視台）

### 舞台
- HEART of GOLD ～STREET FUTURE OPERA BEAT POPS～ （2004年）
  - 一章時期六位成員及有當時未加入EXILE的 KENCHI、KEIJI、TETSUYA。

### 廣播
- EXILE EX-PRESS（TOKYO FM，2011年10月 - 2015年12月) 每週六 。MATSU主持
  - 另外大約每週會有1位EXILE的成員交替演出。

### CM
- DYNACITY「meets EXILE」（2004年）
- Schick「Schick×EXILE」（2007年）[75]
- au「LISMO」（2008年）
- 明治製菓「Fran」（2008年）[76]
- Sky PerfecTV! 「EXILE TV」（2009年）[77]
- 麒麟飲品「KIRIN Mets WILD CHARGE」（2010年）[78]
- TOYOTA「WISH」（2011年）
- GREE「聖戦Cerberus」（2012年）[79]
- 富士通「ARROWS」「FMV」（2012年）[80]
- アパマンショップ（日语：アパマンショップ）（2012年、2015年）[81][82]
- 日本可口可樂 「零系可口可樂」（2013-2014年）[83]
- アカツキ「EXtreme LIVES」（2021年 - 2022年）

### 其他
雜誌
- 月刊EXILE（2008年 - 2022年）

廣告代言
- adidas Japan（2010年 - ）

## 備註
1. ↑  . スポニチ Sponichi Annex. スポーツニッポン新聞社. 2011-09-26  [2022-02-07]. （原始内容存档于2022-02-06） （日语）.
2. ↑  . トウキョウダンスマガジン. 1999-05-11  [2018-09-11]. （原始内容存档于2016-10-30）.
3. ↑  . Techinsight. 2013-08-24  [2018-09-11]. （原始内容存档于2018-09-11）.
4. ↑  . 音楽ナタリー. 2016-08-26  [2018-08-27]. （原始内容存档于2018-08-27）.
5. ↑  . E-TALENTBANK. 2016-09-19  [2018-08-27]. （原始内容存档于2018-08-27）.
6. 1 2  . BARKS. 2006-03-27  [2018-08-26]. （原始内容存档于2018-07-02）.
7. ↑  . ORICON NEWS. 2014-02-13  [2018-08-27]. （原始内容存档于2018-08-27）.
8. ↑  . ORICON NEWS. 2006-06-06  [2018-08-26]. （原始内容存档于2018-08-26）.
9. ↑  . ライブドアニュース. 2006-09-23  [2018-08-26]. （原始内容存档于2018-08-26）.
10. ↑  . 音楽ナタリー. 2008-09-29  [2018-08-26]. （原始内容存档于2018-08-27）.
11. 1 2  . ORICON NEWS. 2008-12-11  [2018-08-26]. （原始内容存档于2020-07-16）.
12. ↑  . ORICON NEWS. 2009-03-01  [2018-08-26]. （原始内容存档于2018-08-26）.
13. ↑  . 音楽ナタリー. 2009-11-12  [2018-08-26]. （原始内容存档于2018-08-26）.
14. ↑  . TVB. 2011  [2018-09-27]. （原始内容存档于2018-09-27）.
15. ↑  . avex taiwan. 2011-09-14  [2018-09-27]. （原始内容存档于2014-09-11）.
16. ↑  . ORICON. 2011-08-10  [2018-09-27]. （原始内容存档于2018-09-27）.
17. ↑  . LDHオフィシャルサイト. LDH. 2013-09-29  [2013-10-27]. （原始内容存档于2013-10-29）.
18. ↑  . LDHオフィシャルサイト. LDH. 2013-10-24  [2013-10-27]. （原始内容存档于2013-10-29）.
19. ↑  . 日刊スポーツ. 2013-11-03  [2013-11-05]. （原始内容存档于2013-11-05）.
20. ↑  . モデルプレス. 2013-12-31  [2018-08-27]. （原始内容存档于2018-08-27）.
21. ↑  . ナタリー (ナターシャ). 2014-07-22  [2014-09-15]. （原始内容存档于2014-08-08）.
22. ↑  .   [2015-01-22]. （原始内容存档于2015-01-14）.
23. ↑  . スポーツ報知. 2015-06-22  [2015-06-22]. （原始内容存档于2015-06-22）.
24. ↑  . ORICON STYLE. 2016-08-31  [2016-08-31]. （原始内容存档于2016-09-11）.
25. 1 2  . 時事ドットコム.   [2016-12-14]. （原始内容存档于2016-12-20）.
26. ↑  . 音楽ナタリー. 2020-11-02  [2020-11-02]. （原始内容存档于2020-11-10）.
27. ↑  . ETtoday新聞雲. 2022-06-11  [2022-11-06]. （原始内容存档于2022-11-05）.
28. 1 2  . デイリースポーツ online. デイリースポーツ. 2022-12-22  [2022-12-22]. （原始内容存档于2023-02-28）.
29. ↑  . ATC Taiwan.   [2023-11-28]. （原始内容存档于2023-11-14）.
30. ↑  .   [2024-08-06]. （原始内容存档于2024-05-03）.
31. ↑  . 日刊スポーツ. 日刊スポーツNEWS. 2025-06-05  [2025-06-05].
32. ↑  . 価格.com. 2017-10-13  [2018-09-05].
33. ↑  . ORICON NEWS. 2009-12-29  [2018-08-26]. （原始内容存档于2018-08-27）.
34. ↑  . 一般社団法人 日本レコード協会.   [2019-09-12]. （原始内容存档于2019-05-02）.
35. ↑  . ORICON NEWS. 2010-12-01  [2019-05-28]. （原始内容存档于2022-02-06）.
36. ↑  . BARKS. 2014-12-18  [2019-05-28]. （原始内容存档于2022-02-06）.
37. ↑  . 音楽ナタリー. 2009-12-18  [2020-08-29]. （原始内容存档于2021-06-10）.
38. ↑  . ORICON NEWS. 2012-12-21  [2020-08-29]. （原始内容存档于2021-06-10）.
39. ↑  . オリコン芸能人事典. オリコン.   [2015-12-16]. （原始内容存档于2015-09-24） （日语）.
40. 1 2  . オリコン芸能人事典. オリコン.   [2015-03-14]. （原始内容存档于2015-09-24） （日语）.
41. ↑  . EXILE mobile. LDH.   [2024-01-29]. 已忽略文本“和書 ” (帮助)
42. ↑  . LDH. LDH. 2022-04-27  [2022-06-08]. 已忽略文本“和書 ” (帮助)
43. ↑  . EXILE mobile. LDH. 2022-11-02  [2024-01-31]. 已忽略文本“和書 ” (帮助)
44. ↑  . 宝島社. 宝島社.   [2024-01-28]. 已忽略文本“和書 ” (帮助)
45. ↑  . RO69. 2014-02-27  [2015-01-17]. （原始内容存档于2014-05-24）.
46. ↑  . WWSチャンネル.   [2014年6月14日]. （原始内容存档于2015年7月16日）.
47. ↑  . 日経エンタテインメント！. 日経BP. 2022  [2022-12-07]. 已忽略文本“和書 ” (帮助)
48. ↑  . ORICON NEWS. oricon ME. 2023-02-21  [2023-02-27]. 已忽略文本“和書 ” (帮助)
49. ↑  . EXILE Official Website. rhythm zone. 2016  [2024-07-31]. 已忽略文本“和書 ” (帮助)
50. ↑  . EXILE mobile. LDH. 2021-06-28  [2024-07-31]. 已忽略文本“和書 ” (帮助)
51. ↑  . BARKS. 2022-04-08  [2025-04-13]. 已忽略文本“和書 ” (帮助)
52. ↑  . ABEMA TIMES. AbemaTV. 2020-11-11  [2020-11-22]. 已忽略文本“和書 ” (帮助)
53. ↑  . ABEMA TIMES. AbemaTV. 2020-12-01  [2020-12-01]. 已忽略文本“和書 ” (帮助)
54. ↑  . WEBザテレビジョン. 2021-11-22  [2021-11-22]. 已忽略文本“和書 ” (帮助)
55. ↑  . EXILE mobile. LDH. 2021-12-31  [2023-10-19]. 已忽略文本“和書 ” (帮助)
56. ↑  . EXILE mobile. LDH. 2018  [2024-07-23]. 已忽略文本“和書” (帮助)
57. ↑  . 音楽ナタリー. ナターシャ. 2021-08-20  [2022-03-22]. 已忽略文本“和書 ” (帮助)
58. ↑  . EXILE mobile. LDH. 2022-04-08  [2022-05-12]. 已忽略文本“和書 ” (帮助)
59. ↑  . BCN＋R. 2013-01-17  [2019-05-07]. （原始内容存档于2020-10-27）.
60. ↑  . 音楽ナタリー. 2009-12-03  [2016-12-20]. （原始内容存档于2017-04-06）.
61. ↑  . TVLIFE. 2012-12-26  [2016-12-20]. （原始内容存档于2016-12-20）.
62. ↑  . EXILE mobile. EXILE mobile. 2010-12-31  [2016-12-20]. （原始内容存档于2017-04-06）.
63. ↑  . TBS.   [2016-12-20]. （原始内容存档于2016-03-04）.
64. ↑  . TVLIFE. 2012-12-26  [2016-12-20]. （原始内容存档于2017-04-06）.
65. ↑  . ORICON NEWS (オリコン). 2007-12-30.
66. ↑  . 音楽ナタリー (ナターシャ). 2009-12-27  [2021-01-06]. （原始内容存档于2021-01-08）.
67. ↑  . nikkansports.com (日刊スポーツ). 2010-12-31  [2021-01-06]. （原始内容存档于2021-01-08）.
68. ↑  . MANTANWEB (毎日新聞社). 2013-12-31  [2021-01-06]. （原始内容存档于2021-01-18）.
69. ↑  . ORICON NEWS (オリコン). 2014-12-31  [2021-01-06]. （原始内容存档于2021-01-08）.
70. ↑  . モデルプレス (モデルプレス). 2015-12-31  [2021-01-06]. （原始内容存档于2021-01-08）.
71. ↑  . 音楽ナタリー (ナターシャ). 2018-12-29  [2021-01-06]. （原始内容存档于2019-08-02）.
72. ↑  . ORICON STYLE. ORICON STYLE. 2007-01-07  [2016-12-20]. （原始内容存档于2018-02-21）.
73. ↑  . フジテレビ. フジテレビ.   [2016-12-20]. （原始内容存档于2017-04-06）.
74. ↑  . EXILE Official Website. エイベックス・ミュージック・クリエイティヴ. 2014-07-18  [2014-07-22]. （原始内容存档于2014-07-27）.
75. ↑  . ORICON NEWS. 2007-09-21  [2019-05-08]. （原始内容存档于2021-01-09）.
76. ↑  . ORICON NEWS. 2008-08-19  [2019-05-08]. （原始内容存档于2021-01-08）.
77. ↑  . 音楽ナタリー. 2009-07-10  [2019-05-08]. （原始内容存档于2021-01-08）.
78. ↑  . キリン. 2010-07-01  [2019-05-07]. （原始内容存档于2021-01-08）.
79. ↑  . EXILE TRIBE FAMILY. 2012-05-25  [2019-05-08]. （原始内容存档于2019-05-07）.
80. ↑  . PC Watch. 2012-05-09  [2019-05-08]. （原始内容存档于2021-01-07）.
81. ↑  . News2u.net. 2012-11-23  [2019-05-08]. （原始内容存档于2019-05-07）.
82. ↑  . 財経新聞. 2015-12-21  [22021-01-06]. （原始内容存档于2019-05-07）.
83. ↑  . 日本コカ・コーラ. 2013-01-30  [2021-01-06]. （原始内容存档于2020-08-08）.

## 外部連結
- （日語）EXILE官方網站 （页面存档备份，存于）
- （日語）月刊EXILE （页面存档备份，存于）
- （日語）LDH （页面存档备份，存于） EXILE成立的公司。
- （日語）EXPG （页面存档备份，存于） EXILE PROFESSIONAL GYM 專業表演者培訓學校
- （日語）Gold 24karats Diggers （页面存档备份，存于） EXILE的原創服飾品牌
- （繁體中文）EXPG台灣台北校 （页面存档备份，存于）
- （简体中文）放浪兄弟的新浪微博
- （日語）（英文）放浪兄弟的Facebook專頁